# Ménétreux-le-Pitois
Ménétreux-le-Pitois is een gemeente in het Franse departement Côte-d'Or (regio Bourgogne-Franche-Comté) en telt 426 inwoners (1999). De plaats maakt deel uit van het arrondissement Montbard.

## Geografie
De oppervlakte van Ménétreux-le-Pitois bedraagt 6,6 km², de bevolkingsdichtheid is 64,5 inwoners per km².
De onderstaande kaart toont de ligging van Ménétreux-le-Pitois met de belangrijkste infrastructuur en aangrenzende gemeenten.

## Demografie
Onderstaande figuur toont het verloop van het inwonertal (bron: INSEE-tellingen).